# غانريو
غانريو (باليابانية: 巌竜، بالروماجي: Ganryū)، منع غانريو من رياضة السومو بعد أن أُمسك وهو يقوم بتثبيت المباريات في صالحه. وخذل في الرياضة الوحيدة التي يجيد القتال بها. انتهى به المطاف بأن صار عاملاً لدى هيهاتشي ميشيما في تيكن. وتقاتل مع يوشيمتسو الذي استطاع هزيمته وسرقة ماله الغير شرعي. في وقت لاحق، صار يعمل لدى كازويا ميشيما في تيكن 2. ودخل بطولة ملك القبضة الحديدية 2، وانتهى به الأمر بأن صار في حالة حب مع ميتشيل تشانغ - الحب الذي كانت ميتشيل غافلة عنه، واثقة بأن غانريو ليس سوى رجل مجنون محب للنساء، ومقزز. بعد أن هزمته ميتشيل واختفى كازويا، عاد غانريو إلى اليابان.
على كل حال، أزيل الحظر عن غانريو، وصار أصغر ريكيشي بين المصارعين. أثناء المحادثة في تيكن 5، ذُكر بأن غانريو لم يفز بأي بطولة. بعد أحداث تيكن 2، فتح غانريو ساحة للسومو وعمل كمدرب لمصارعي السومو الآخرين. وقد فعل ذلك من أجل نسيان ميتشيل نهائياً. في أحد الأيام، أثناء مشاهدته لعرض بطولة ملك القبضة الحديدية 4، لاحظ وجود جوليا تشانغ كواحدة من المنافسين. متذكراً كم تشبه عشقه السابق، ميتشيل، قرر غانريو دخول بطولة ملك القبضة الحديدية 5, مقتنعا بأنه سيفوز بقلب جوليا إذا نجح في استعادة البيانات المفقودة لها عن تشبيب الغابة.
خلال بطولة ملك القبضة الحديدية 5، ضيع غانريو طريقه. وعن طريق الخطأ، دخل مختبرات ميشيما زايباتسو، وعثر على بيانات تشبيب الغابة - البيانات التي تبحث عنها جوليا. مع البيانات بحوزته، تمنى غانريو أن تنجح خطته بجعل جوليا زوجته. ولكن، خلال لقائهما، استلمت جوليا القرص وغادرت قبل أن يملك غانريو فرصة لإخبارها برغبته. بعد محاولة لنسيان ما حصل، انتقل غانريو إلى هاواي وفتح مطعماً جديداً، جنة تشانكو. لكن الإدارة كانت فقيرة والمطعم لم يجلب أي زبائن في أي مكان. بعد معرفته بأن البطولة السادسة قد أقيمت، قرر غانريو الدخول بأمل الترويج لمطعمه.
ظهر غانريو في فيلم 2011، تيكن بلد فنجنس كأحد المعلمين (من المحتمل أن يكون التربية البدنية) في مدرسة لينغ شاويو. قام بالأداء الصوتي هيديناري أوغاكي.

## وصلات خارجية
- تيكن ويكي
- تيكنبيديا الإنجليزية نسخة محفوظة 3 نوفمبر 2013 على موقع واي باك مشين.